# غونتر أندرس
غونثر أندرس (بالألمانية: Günther Anders) (و. 1902 – 1992 م) هو فيلسوف، ومترجم، وكاتب سيناريو، ومؤرخ العصر الحديث، وناقد سينمائي، وناقد فني، وأستاذ جامعي، وصحفي، وكاتب من ألمانيا، والنمسا، ولد في فروتسواف، توفي في فيينا، عن عمر يناهز 90 عاماً.

## التعليم
تعلم في جامعة فرايبورغ.

## جوائز
حصل على جوائز منها:
- جائزة سيغموند فرويد (1992)
- Andreas Gryphius Prize [الإنجليزية]‏ (1985)
- جائزة تيودور أدورنو [الإنجليزية]‏ (1983)
- جائزة الآداب من الأكاديمية البافارية للفنون الجميلة [الإنجليزية]‏ (1978).

## روابط خارجية
- غونثر أندرس على موقع IMDb (الإنجليزية)
- غونثر أندرس على موقع مونزينجر (الألمانية)
- غونثر أندرس على موقع ميوزك برينز (الإنجليزية)
- غونثر أندرس على موقع ديسكوغز (الإنجليزية)